# Log (Oblast' di Volgograd)
Log (in lingua russa Лог) è un villaggio (selo) dell'Oblast' di Volgograd, in Russia.